# Gustaf Strömberg

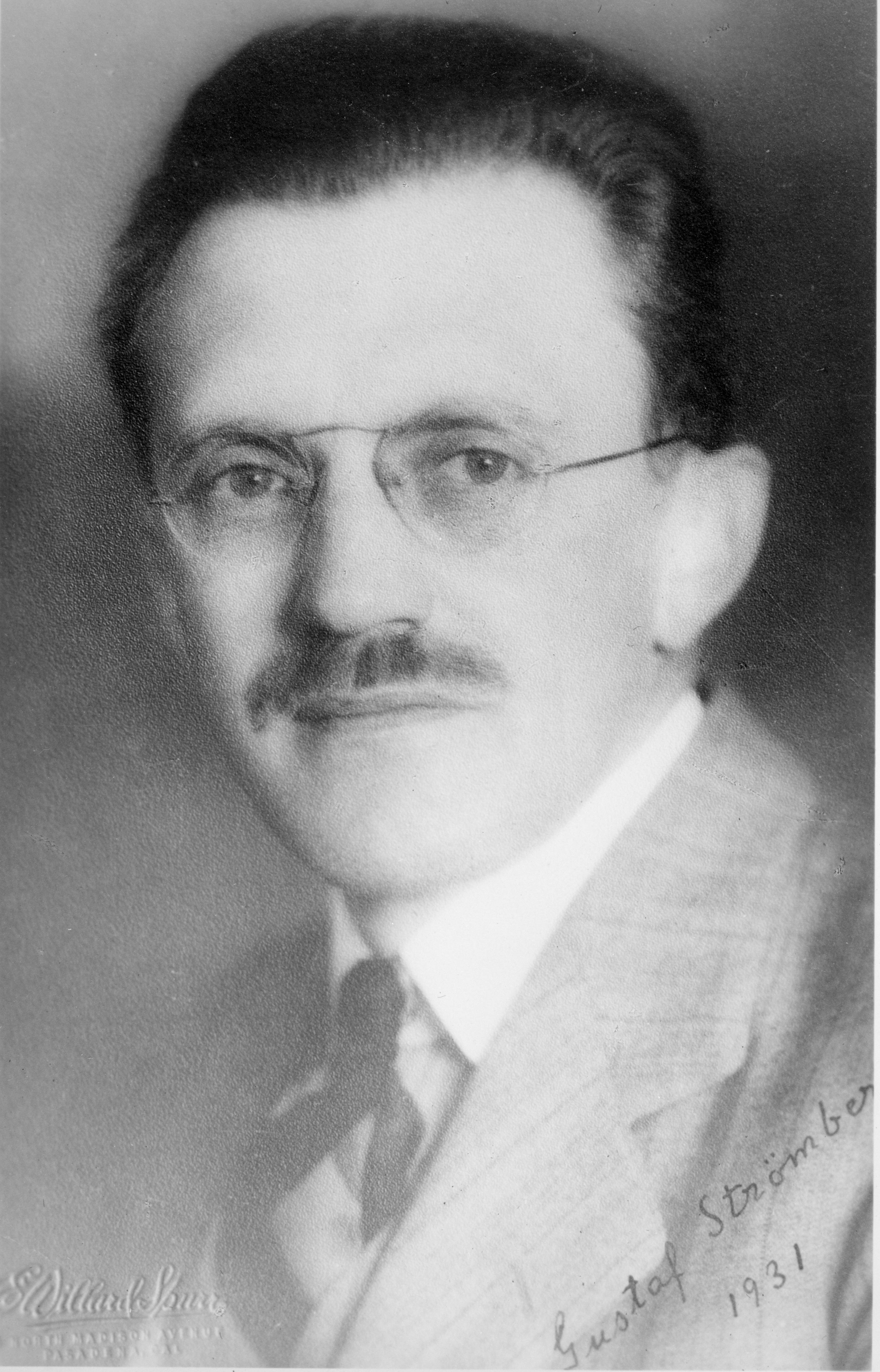
Gustaf Strömberg

Gustaf Strömberg (Göteborg, 16 december 1882 – 30 januari 1962) was een Zweeds/Amerikaans sterrenkundige.
Hij was Zweed, maar week uit naar de Verenigde Staten om van 1916 tot 1937 te werken aan het Mount Wilson-observatorium.
Hij publiceerde in 1925 een baanbrekend artikel The Assymmetry in Stellar Motions as Determined from Radial Velocities.
In 1925 publiceerde hij Analysis of radial velocities of globular clusters and non-galactic nebulae. 
In 1926 publiceerde hij Miller's Ether Drift Experiment and Stellar Motions en in juli 1931 A Determination of the Velocity of Light from the Group of Extra-Galactic Nebulae in Ursa Major.
Hij schreef boeken, onder meer Man, Mind, and the Universe en in 1948 The Soul of the Universe.
- International Standard Name Identifier: 0000 0000 6390 9124
- Library of Congress Control Number: n2005002966
- Bibliotheek van het Japanse parlement: 00549740
- LIBRIS: 230864
- Système universitaire de documentation: 079091008
- Virtual International Authority File: 53551677
- WorldCat: E39PBJfh6R6VpqJVGXDJdFhmBP